# Abou Yeddas
Abou Yeddas ou Yeddas Ibn Douanas ou Yeddes est un chef berbère du Xe siècle. Issu de la tribu des Banou Ifrens, il assassina son oncle Habbous. Les Banou Ifrens furent mécontents de lui. Yaddas passa en Espagne avec des troupes Zénètes vers 992. Yeddas s'allia avec les Berbères lorsqu'ils eurent vaincu les armées du roi d'Espagne et du  Mehdi. Il fut tué et enterré en Espagne pendant cette bataille. Sa famille gouverna Cordoue pendant trois siècles.

## Histoire d'Abou Yeddas  et ses fils
- Version 1

Il a assassiné son cousin Yeddou de la tribu des Banou Ifren. Par la suite, il passe en Espagne et devient un chef militaire de la rébellion des Berbères en Espagne vers 1009.
- Version 2

D'après la version de Slane, Abou Yeddas Ibn Dounas tuera Habbous Ibn Ziri chef de la dynastie des  Banou Ifren. Une révolte éclate contre Abou Yeddas. Ce dernier décide de partir avec ses frères  vers l'Espagne. À ce moment, les Omeyyades d'Espagne vivaient une crise interne. Abou Yeddas jouira de titre  comme un souverain dû à sa bravoure. Il était doué  dans l'art de guerre. En 1009, El Mostain rassemble tous les Berbères d'Espagne et nomme Cordoue comme capitale et déclare la guerre à El Mehdi. Ce dernier avait capitulé à Cordoue et il est allé chercher de l'aide auprès de Don Raymond conte de Barcelone. El Mehdi et le roi de Galice marcheront contre El Mostain. Abou Yeddas mourra au combat, mais la bataille sera gagnée par les Berbères. Abou Yeddas sera enterré à l'endroit même de cette bataille glorieuse des Berbères, au bord de Guadiaro dans la province Cadix. Il sera vénéré par tous les  Berbères d'Espagne. Par la suite, les fils et les petits-fils d'Abou Yeddas auront à  gouverner toute la province de Cordoue au Xe siècle.

## Liste des noms des chefs du gouvernement de Cordoue de la famille d'Abou Yeddas lors de la dynastie hammudite
Liste des gouverneurs lors de la dynastie des Hammudites.
- Khalouf  fils d'Abou Yeddas
- Temim Ibn Khalouf
- Yahia fils d'Abderhamane fils de Attaf[4].

## Histoire des frères d'Abou Yeddas
D'après Ibn Khaldoun, Abou Yeddas est allé en Espagne avec ses frères, Abou Corra, Abou Zeid et Attaf
Abou Nour prend de force Rounda vers 1014 des mains des Omeyyades. Il déclare la province indépendante et appartient à la famille des Banou Ifren. Vers 1058, Abou Nour est invité chez son rival Ibn Abbad  seigneur de Séville. Ibn Abbad tentera de piéger Abou Nour en lui présentant une lettre d'une  soi-disant concubine de son fils. Abou Nour décide de tuer son fils, car il avait une concubine. 
À la fin, Abou Nour découvre la vérité, c'est-à-dire que Abou Abbad a comploté un guet-apens visant directement Abou Nour. Ce dernier mourra de chagrin.
Vers 1065, Abou Nasr prend le pouvoir par la suite, étant le deuxième fils d'Abou Nour. Il sera tué par traitrise par un membre de sa garde rapprochée, qui était  au service d'Ibn Abbad.
- Une autre version des faits d'après Firas Tayyib[Qui ?]

Le fils de Corra, Abou Nour sera seigneur de Ronda et Séville en Andalousie de 1023 à 1039 et de 1039 à 1054.
Le fils de Nour Badis ben Hallal de 1054 à 1057 à Ronda.
Abou Nacer de 1057 à 1065 à Ronda.
Le drapeau des Banou Ifren à Ronda était blanc et rouge.